# Gotisk fiktion

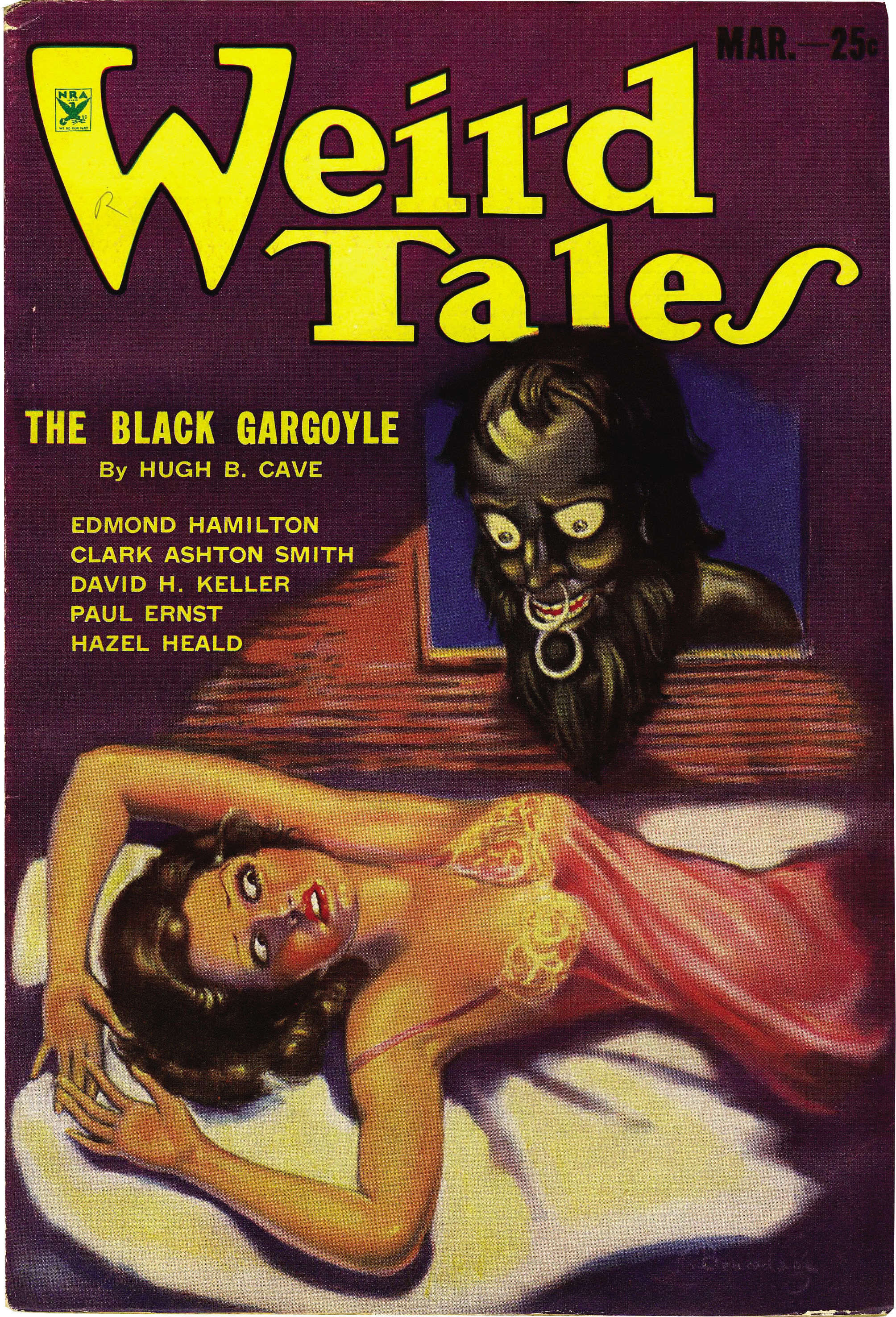
Den amerikanska tidskriften Weird Tales är ett exempel på gotisk skräck

Gotisk fiktion är en genre, ursprungligen inom skönlitteraturen, i vilken skräck och romantik blandas. 

## Historia
Genren anses vara skapad av den brittiske författaren Horace Walpole med hans år 1764 utgivna roman Borgen i Otranto, och vidareutvecklades av hans samtida Ann Radcliffe och Matthew Gregory Lewis. I ett större sammanhang är den gotiska romanen en skönlitterär motsvarighet till gotik och nygotik. Sedan renässanskonsten gjort sitt segertåg kring Europa, råkade gotiken på de flesta håll i vanrykte och ringaktades som barbarisk och smaklös. England utgjorde dock ett undantag, i det att den gotiska stilens principer där aldrig helt övergavs. 
Mot slutet av 1700-talet börjar man här och där att beundra det mäktiga i de stora katedralernas resning och det fantasieggande i deras utsmyckning; ett bekant exempel den unge Goethes hänförelse inför Strasbourgmünstern. Även Victor Hugo var fascinerad av den. Som följd av nyromantiken och det stärkta nationella och historiska sinnet inträdde på 1800-talet en gotikens återupprättelse och pånyttfödelse. Inom den konstvetenskapliga litteraturen fick stilen flera talesmän, sådana som Ruskin och Viollet-le-Duc. Exempel på byggnader i nygotisk stil är parlamentshuset i London.
Syftet med den gotiska romanen är att väcka så många, starka känslor som möjligt. Till formen är den stereotyp och har flera stående karaktärer. Handlingen är som regel förlagd till ett gammalt slott, där den demoniske slottsägaren har ett mörkt förflutet som en ung kvinna konfronteras med.
Den gotiska romanen uppstod under en omvärdering av medeltiden på 1700-talet; medeltiden hade dessförinnan betraktats som en förlorad, svart epok. Det var den franske historikern Jean-Baptiste de La Curne de Sainte-Palaye som initierade omvärderingen med några avhandlingar i historia på 1750-talet, som handlade om riddarväsendet samt den frankiska och galliska medeltiden. "Gotisk" hade varit ett pejorativt ord, men från och med dess får ordet det skräckblandat romantiska symbolvärde som utgjorde förutsättningen för den gotiska romanen. "Den gotiska romantiken" sammanföll med en riddarromantik; 1775-1789 utgavs den enorma samlingen riddarsagor Bibliothéque universelle des romans i 112 band.
Exempel på skräcklitteratur är The Vampyre (1818) av John Polidori, Ringaren i Notre Dame (1831) av Victor Hugo, Svindlande höjder (1847) av Emily Brontë, Huset med de sju gavlarna (1851) av Nathaniel Hawthorne, Dorian Grays porträtt (1891) av Oscar Wilde, Dracula (1897) av Bram Stoker och Fantomen på Operan (1910) av Gaston Leroux.

## Film
Inom film är den gotiska skräcken en variant av skräckfilm. Exempel på kända regissörer är Mario Bava och Antonio Margheriti.